# 十二律

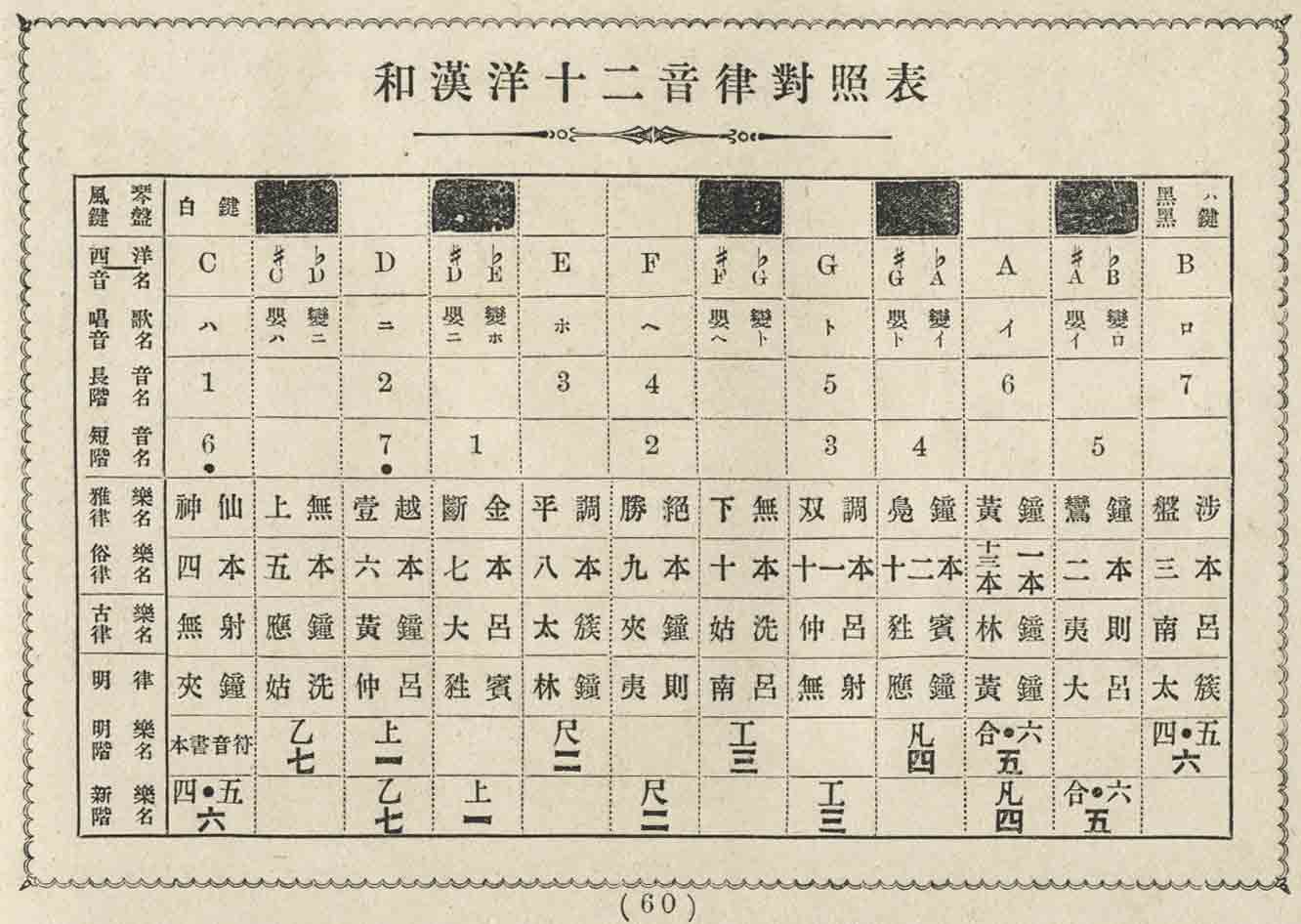
「和漢洋十二音律対照表」。大塚寅蔵『明清楽独まなび』1909年刊より。

十二律（じゅうにりつ）とは、中国や朝鮮、日本の伝統音楽で用いられる12種類の標準的な高さの音。三分損益法に基づく、1オクターヴ内の12の音である。律とは本来、音を定める竹の管であり、その長さの違いによって12の音の高さを定めた。周代において確立した。
中国の律を低いものから高いものへと並べ、西洋音楽の音名と対照すると以下のようになる（規準音である黄鐘をAとした場合）。
1. 黄鐘 : A
2. 大呂 : A♯
3. 太簇 : B
4. 夾鐘 : C
5. 姑洗 : C♯
6. 仲呂 : D
7. 蕤賓 : D♯
8. 林鐘 : E
9. 夷則 : F
10. 南呂 : F♯
11. 無射 : G
12. 応鐘 : G♯

なお十二律は陰陽に分けられ、奇数の各律は陽律であり、律と呼ばれ、六律と総称される。偶数の各律は陰律であり、呂と呼ばれ、六呂と総称される。よって律呂の名がある。
上記の名称は朝鮮の伝統音楽でも用いられるが、現代の朝鮮の伝統音楽では黄鐘はE♭（D♯）にほぼ相当する。
日本における十二律は、中国や朝鮮とは異なり、下記の通りとなっている。
1. 壱越 : D
2. 断金 : D♯
3. 平調 : E
4. 勝絶 : F
5. 下無 : F♯
6. 双調 : G
7. 鳧鐘 : G♯
8. 黄鐘 : A
9. 鸞鏡 : A♯
10. 盤渉 : B
11. 神仙 : C
12. 上無 : C♯